# Andrzej Waśkiewicz (socjolog)
Andrzej Waśkiewicz (ur. 22 czerwca 1963)– polski socjolog, dr hab., profesor uczelni i dyrektor Instytutu Socjologii Wydziału Filozofii i Socjologii Uniwersytetu Warszawskiego.

## Życiorys
W latach 1989–1990 ukończył studia historyczne i socjologii i badań kulturoznawczych na Uniwersytecie Warszawskim. 16 grudnia 1997 obronił pracę doktorską Między filozofią a historią. Interpretacja teorii politycznej we współczesnej literaturze anglosaskiej (promotor: Jerzy Szacki). Następnie uzyskał stopień doktora habilitowanego. Został zatrudniony na stanowisku adiunkta w Kolegium Międzywydziałowych Indywidualnych Studiów Humanistycznych Uniwersytetu Warszawskiego.
Jest profesorem uczelni i dyrektorem w Instytucie Socjologii na Wydziale Filozofii i Socjologii Uniwersytetu Warszawskiego.